# Vez ao bastão
No beisebol, uma vez ao bastão (at bat, AB) é usada para calcular certas estatísticas, incluindo a média de rebatidas. É uma definição mais restrita de uma aparição na plate. Um batedor tem uma vez ao bastão sempre que encara um arremessador, exceto nas seguintes circunstâncias:
- Ele recebe uma base por bolas (BB).
- Ele é atingido por um arremesso (HBP).
- Ele acerta um fly de sacrifício ou um bunt de sacrifício.
- Ele é premiado com a primeira base devido a interferência ou obstrução, normalmente pelo receptor.
- A entrada acaba enquanto ele ainda está no bastão (devido à terceira eliminação ser de um corredor pego roubando, por exemplo). Neste caso, o jogador volta ao bastão na próxima entrada, com a contagem zerada.
- Ele é substituído por outro rebatedor antes que sua vez ao bastão se complete (a não ser que ele seja substituído com dois strikes e seu substituto tome um strikeout).

A Seção 10 das regras oficiais, disponíveis na MLB.com, determinam o que uma vez ao bastão não é: "nenhuma vez ao bastão deve ser creditada quando um jogador: (i) acerta um bunt ou fly de sacrifício; (ii) tem a primeira base concedida por quatro chamadas de bola; (iii) é atingido por uma bola arremessada; ou (iv) obtém a primeira base por causa de interferência ou obstrução".

## Exemplos
Uma vez ao bastão é contada quando:
- o batedor chega à primeira base numa rebatida;
- o batedor chega à primeira base num erro;
- o batedor é eliminado por qualquer outra razão que não como parte de um sacrifício;
- há uma escolha do defensor.